# Portretul marelui ban Năsturel Herescu (pictură de Nicolae Grigorescu)
Acest articol dezvoltă secțiunea Opera a articolului principal Nicolae Grigorescu.
Portretul marelui ban Năsturel Herescu este o pictură realizată de artistul român Nicolae Grigorescu în luna mai a anului 1870 la comanda Eforiei Spitalelor Civile din România. Există mențiuni documentare care au afirmat că lucrarea ar fi fost executată după o frescă pictată într-o ctitorie bisericească neprecizată a familiei Herescu care ar fi dispărut o dată cu trecerea timpului. Fără niciun dubiu, personajul portretizat este un boier din epoca fanariotă a Țării Românești, un aprig colecționar de petice de moșie, dar un om care a devenit plin de rafinament prin confortul existenței privilegiate în care a huzurit fără nicio urmă de îndoială. George Oprescu a considerat lucrarea ca un tip foarte bine studiat printr-o pătrundere psihologică ce l-ar fi satisfăcut chiar și pe Bogdan Petriceicu Hasdeu.
Tabloul a fost expus câteva săptămâni de zile în magazinul de instrumente muzicale al lui Alexius Gebauer și începând din data de 15 iunie 1870, a făcut parte din exponatele Expoziției artiștilor în viață (Salonul oficial). La acest eveniment artistic au fost prezenți Theodor Aman, Gheorghe Tattarescu și Nicolae Grigorescu care a prezentat douăzeci și șase de lucrări. La finele expoziției, Portretul marelui ban Năsturel Herescu a primit Medalia I-a, în timp ce Theodor Aman a fost premiat cu Medalia a II-a.
Pentru prima oară în România, s-a declanșat în presă și în mediul artistic bucureștean o polemică importantă în jurul unei opere de artă, mai ales că aceasta a fost vedeta Salonului oficial și pentru prima oară Theodor Aman și Gheorghe Tattarescu au fost depășiți de un alt artist. Majoritatea criticilor de artă au avut considerații pozitive, liderul detractorilor lui Grigorescu fiind Iacob Negruzzi, cel care era în acel an redactor la Convorbiri literare, exponenta Junimii. Portretul lui Năsturel Herescu l-a consacrat pe Grigorescu și i-a adus o recunoaștere unanimă.
Eforia Spitalelor Civile a fost satisfăcută de tabloul comandat și ca urmare a succesului a solicitat artistului încă două portrete: cele ale lui Grigore I Ghica și Grigore al IV-lea Ghica. Portretele celor doi Ghica au fost făcute pe baza unor reconstituiri istorice după izvoare iconografice: o gravură a lui Bloemen pentru Grigore I Ghica și un tablou de familie pentru Ghica al IV-lea.

## Marele ban Constantin Năsturel-Herescu
Constantin Năsturel-Herescu s-a născut în anul 1686 în familia marelui ban (1715) Șerban Năsturel-Herescu (n. 1659 - d. 1731) și al soției sale Ilinca Urdăreanu. A avut o soră - Bălașa, care s-a căsătorit cu Matei Comăneanu. Constantin a avut două căsătorii, prima cu Ancuța Pârscoveanu cu care a avut un fiu - pe postelnicul Șerban Herescu decedat în anul 1800, și a doua cu Smaranda Băleanu cu care l-a avut pe Radu Năsturel-Herescu, mare paharnic.  Constantin Năsturel a decedat în anul 1765, la vârsta de 79 de ani. După mai mult de un secol de la trecerea în neființă, banul a fost portretizat de pictorul Nicolae Grigorescu. Critica de artă a considerat că portretul lui Năsturel Herescu este una dintre lucrările care a ajuns pe culmile artei din România.
Constantin Năsturel-Herescu (n.1798) a fost ultimul descendent al familiei Herescu. El a fost un cunoscut filantrop care a făcut donații pentru Eforia Spitalelor Civile din România. Mai târziu a devenit o persoană cu mare notorietate prin donația pe care a făcut-o Societății Academice Române, donație care a permis constituirea Fondului „Năsturel-Herescu”. O parte din acest fond a fost folosit de Academia Română pentru crearea Premiilor Năsturel-Herescu. În semn de apreciere, Constantin Năsturel-Herescu a fost ales membru donator al Societății Academice Române.

## Portretistica tradițională
O dată cu întoarcerea pictorului în România din anul 1869, Grigorescu a fost preocupat de a-și găsi modul cel mai firesc de manifestare artistică. Cristalizându-și stilul prin canalizarea energiei sale interioare a ajuns la noi forme de exprimare în care limpiditatea s-a impus prin excelență. În mod evident, ca orice mare artist plastic, a ajuns să-și apropie publicul și din acest an el a fost urmărit cu mare admirație și atenție. Dacă el a avut meritul de a trezi în jurul său o conștiință artistică aflată în letargie până în acel moment, mediul cultural al Bucureștiului i-a dat ocazia de a acumula noi experiențe. Acestea au contribuit într-o mare măsură la identificarea căilor de evoluție a sa ulterioară. Ca urmare, Nicolae Grigorescu nu a putut să ignore tradiția locală a portretului din România al cărui exponent a fost fără îndoială - Theodor Aman.

Portrete din galeria Eforiei Spitalelor Civile
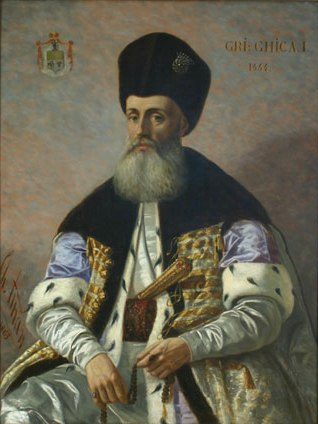
Theodor Aman - Grigore I Ghica
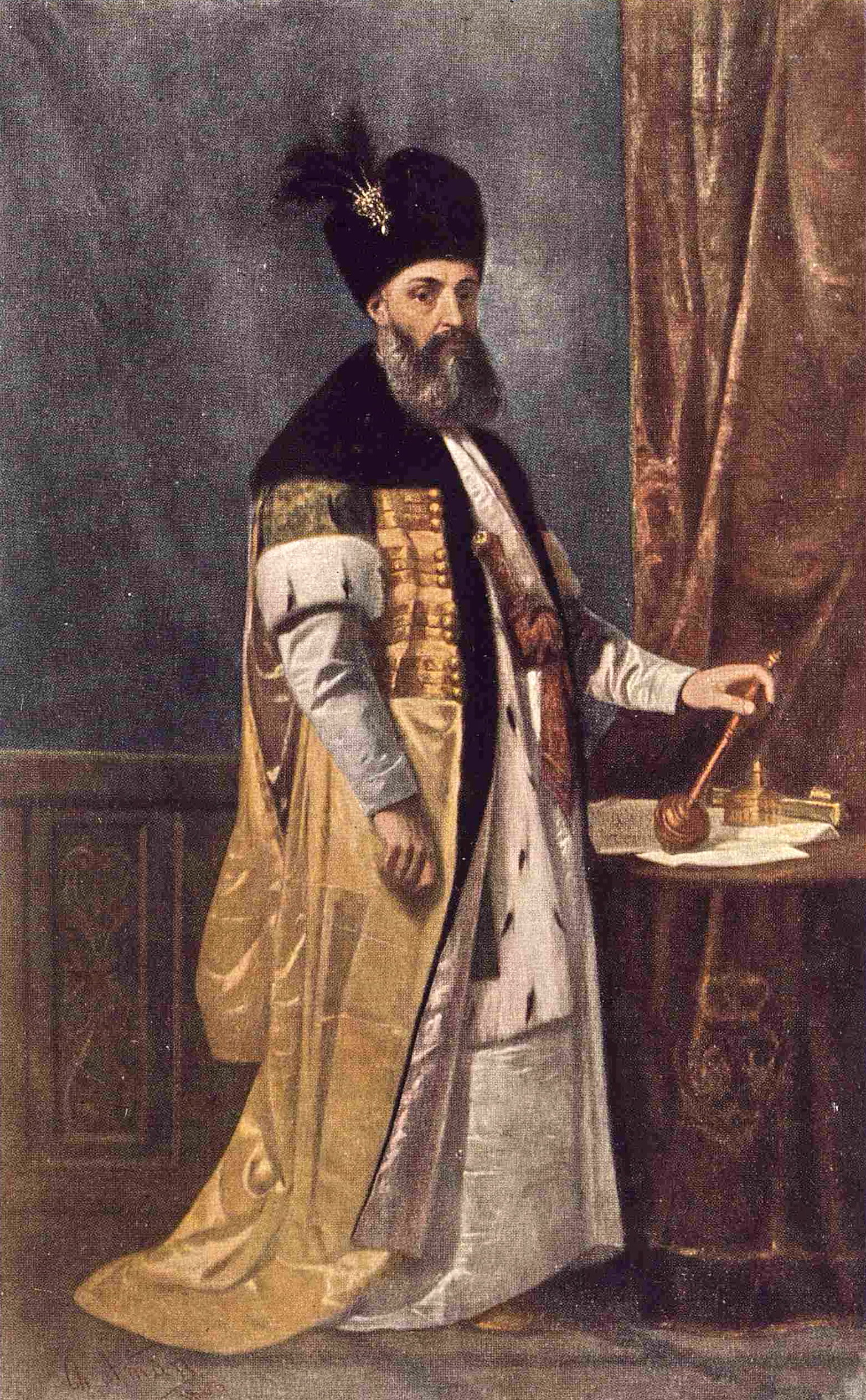
Aman - Grigore al II-lea Ghica
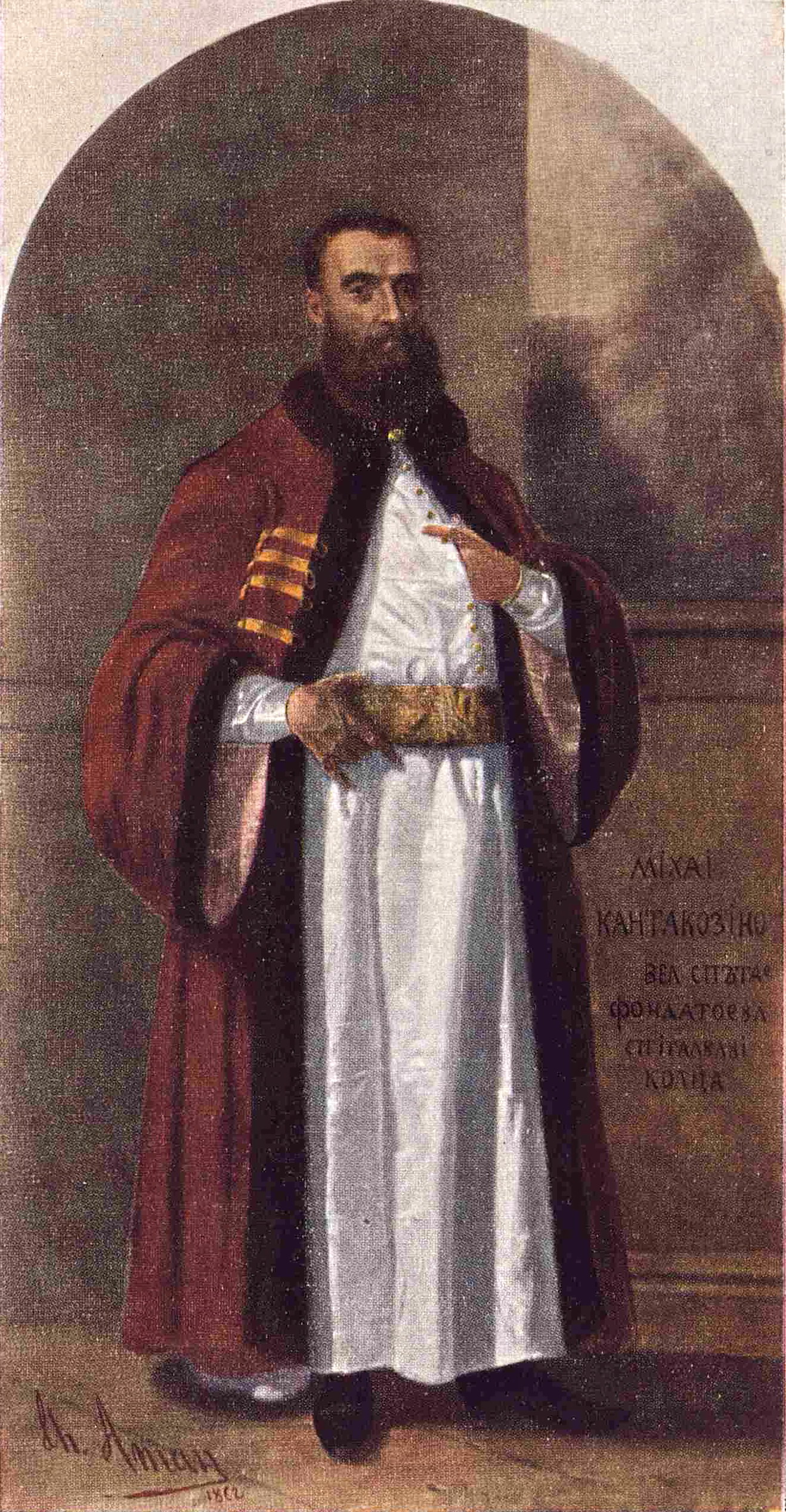
Aman - Spătarul Mihail Cantacuzino
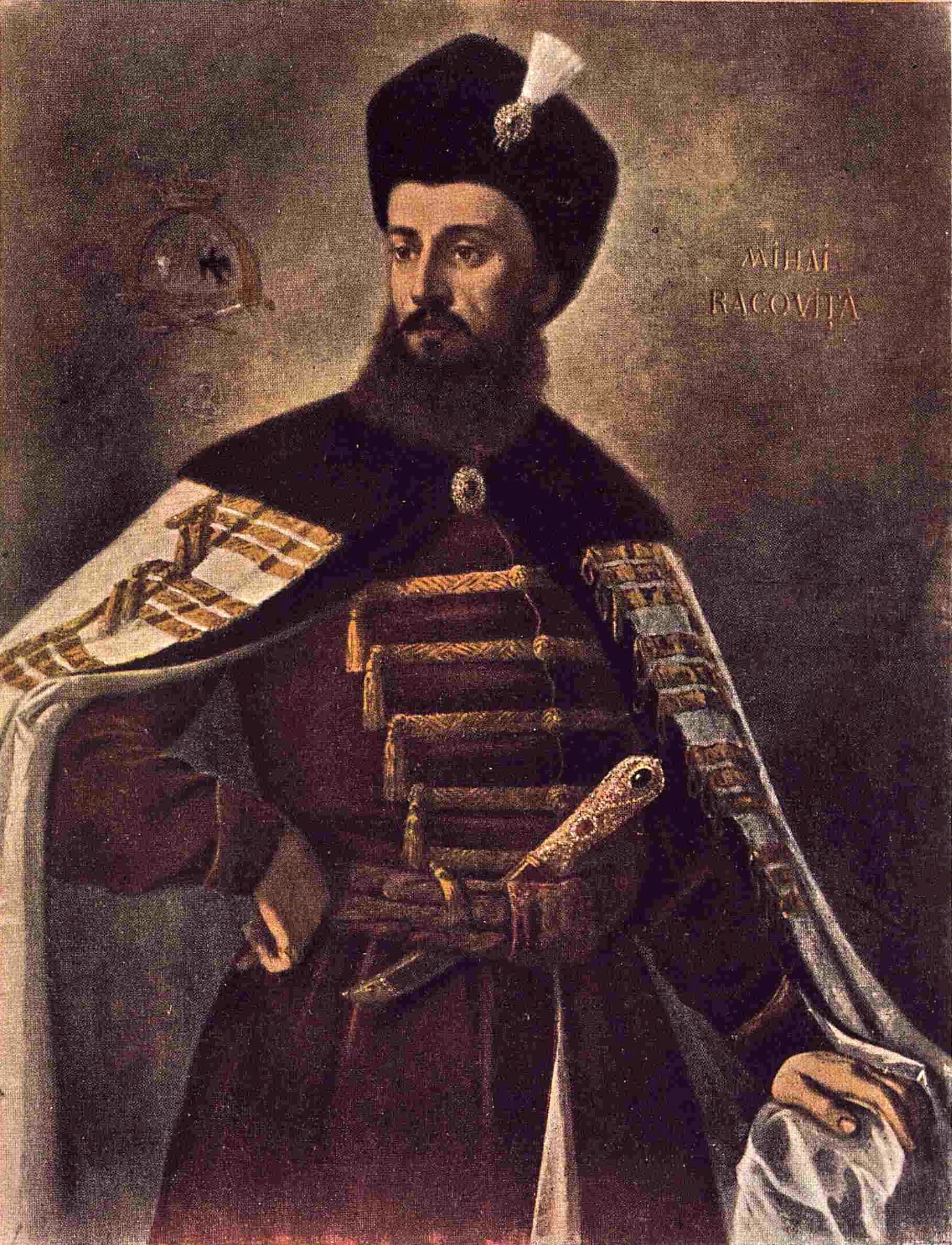
Aman - Vornicul Mihail Racoviță
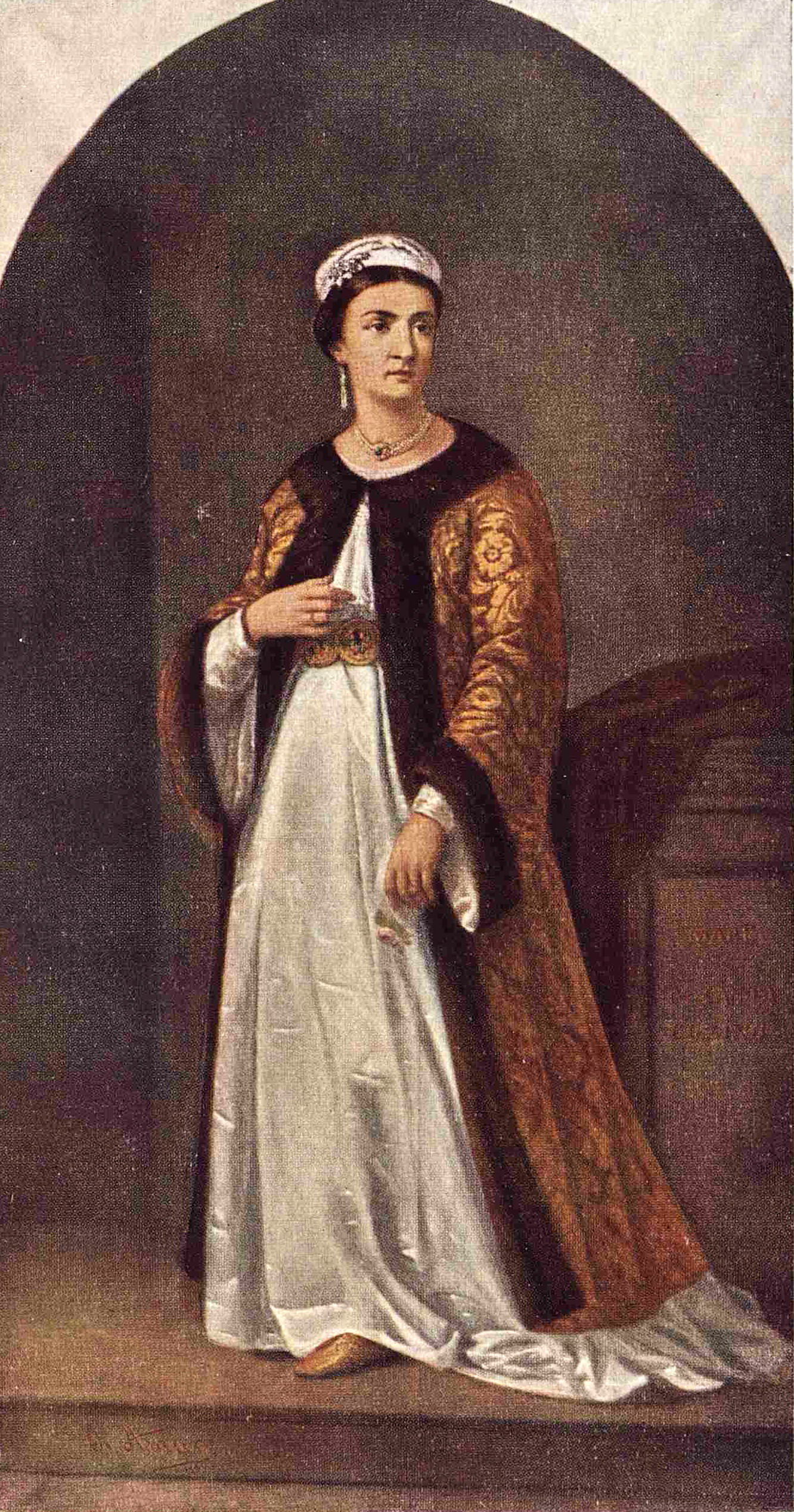
Aman - Maria, soţia spătarului Mihail Cantacuzino
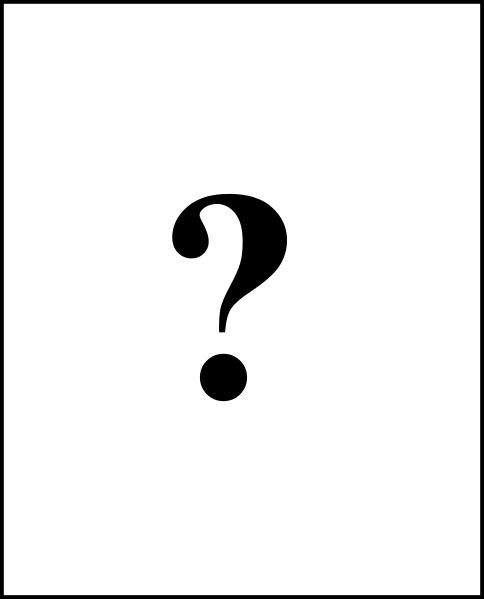
Fidelis Walch - Teodora Cantacuzino - (ajutați Wikipedia și găsiți imaginea)

Eforia Spitalelor Civile din România primea o mulțime de portrete ale filantropilor și atunci când nu le avea, adesea le comanda. Astfel, Theodor Aman a realizat în anul 1865 patru portrete comandate de Eforie - Spătarul Mihail Cantacuzino, Mihail Racoviță, Grigore I Ghica și Grigore al II-lea Ghica, iar Fidelis Walch a terminat în anul 1869 portretul Teodorei Cantacuzino a doua nevastă a spătarului Mihai Cantacuzino. Tot pentru Eforie, Aman a pictat și pe prima soție a spătarului; portretul se află astăzi la Muzeul Național de Artă al României.

## Tabloul

### Comanda și execuția
Eforia Spitalelor Civile i-a comandat lui Grigorescu să execute portretul marelui ban Năsturel Herescu, un boier din secolul al XVIII-lea al cărui ultim descendent, generalul Constantin Năsturel-Herescu, a fost un filantrop important al așezământului. Criticul George Oprescu, căutând o motivație suplimentară pentru care Eforia ar fi făcut acest demers, a opinat că a fost foarte probabil că aceasta să fi urmărit noi donații pe care ultimul descendent al Năsturelilor, aflat la gradul de general, le-ar fi putut aduce.

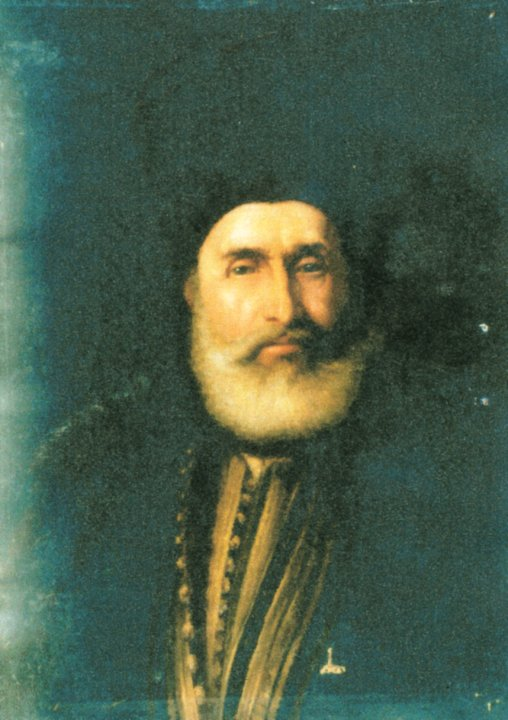
Portretul marelui ban Năsturel Herescu - realizat de Nicolae Grigorescu - Muzeul Județean de Istorie și Arheologie Prahova din Ploiești

Portretul marelui ban Năsturel Herescu a fost terminat în luna mai a anului 1870. Criticii de artă au fost de părere că lansarea comenzii trebuie să fi fost făcută la sfârșitul anului 1869. Cum în conducerea Eforiei se afla Carol Davila, prieten bun de-al lui Grigorescu, George Oprescu a considerat că această comandă ar fi fost o mână întinsă artistului proaspăt sosit din Franța de la studii. Mai târziu, Grigorescu a pictat un portret al lui Alexandru Dimitrie Ghica, tablou care se afla în anul 1962 la Primăria Bucureștiului, provenind din colecția Elena și I.N. Dona.
Există mențiuni documentare care au afirmat că lucrarea ar fi fost executată după o frescă  pictată într-o ctitorie bisericească neprecizată a familiei Herescu care ar fi dispărut o dată cu trecerea timpului. Încă din anii '60  ai secolului al XX-lea nu mai exista nicio efigie murală a familiei care să amintească de figura marelui ban.
Meritul operei realizate de Grigorescu nu este numai de ordin documentar. Theodor Aman realizase portrete așa zise de aparat. Ele erau construite într-un mod corect, dar și-a înveșmântat personajele în tot felul de broderii, mătăsuri și brocarte, realizate abil și impecabil, dar fără o strălucire picturală. Portretul lui Herescu are calitatea de fi o reprezentare în care factorul umanitate să ocupe prim-planul. Omul Herescu se impune privitorului ca o personalitate fără tăgadă a epocii în care a trăit, el fiind reprezentativ clasei sale sociale. Are un chip aspru, o privire impenetrabilă, o atitudine semeață, chiar dacă mâinile apar ca fiind delicate și pline de feminitate.
Fără niciun dubiu, personajul portretizat este un boier din epoca fanariotă a Țării Românești, un aprig colecționar de petice de moșie, dar un om ce a devenit plin de rafinament prin confortul existenței privilegiate în care a huzurit fără nicio urmă îndoială. George Oprescu a considerat lucrarea ca un tip foarte bine studiat printr-o pătrundere psihologică ce l-ar fi satisfăcut chiar și pe Bogdan Petriceicu Hasdeu. Însăși costumul figurat de către pictor este de o bogăție romantică demnă pentru plăcerea de a privi și nu pentru o satisfacție ce ar putea rezulta dintr-o cunoaștere foarte aprofundată a detaliului. Asemănător cu o cușmă, el poartă un gugiuman fără muchie în față, are pe umeri o mantie blănită ca o zeghe, ține bătrânește un toiag într-o mână ca un țăran muntean, are anteriu brodat cu fireturi și la mijloc poartă un brâu înflorat. În brâu are un hanger cu mâner albastru. Armonia cromatică este dominată de brunuri, de negrul anteriului pe care hangerul, fireturile și brâul strălucesc cu intensitate. Totul amintește de uniformele ofițerilor de pe vremea primului imperiu francez.

### Considerații critice
Tabloul care l-a consacrat și care i-a adus o recunoaștere unanimă în România a fost portretul lui Năsturel Herescu. Cu toate că lucrările pe care Nicolae Grigorescu le-a făcut și le-a expus la magazinul lui Alexius Gebauer sau la Expoziția artiștilor în viață din anul 1870 se distingeau prin însușiri excepționale, opera care a entuziasmat publicul a fost Portretul marelui ban Năsturel Herescu. Ea a fost considerată ca demnă de un mare maestru, deoarece el, artistul, era înzestrat cu „... focul geniului”. Afirmația i-a aparținut lui Laerțiu. Acesta l-a plasat pe artist prin cronica sa printre maeștrii penelului. Analizând lucrarea, Ange Pechméja a insistat asupra facturii sale magistrale și a spus că:
„... acest portret este desigur însuflețit de toată viața de care dispune arta. Este executat cu fermitate, cu o siguranță de penel, admirabile. Îndrăzneală, vigoare și soliditate, aceste trei calități eminente se afirmă aici în chip strălucit. Pasta frământată, amintește factura lui Coubert... nimic dulceag, nimic lins, dar nici aproximativ, căci cu toate îndrăznelile penelului, desenul rămâne pur și corect. Văzut prea de aproape, lucrul pare brutal, contextura aspră, dar dacă ne așezăm la distanța voită, toate aceste vehemențe dispar pentru a se contopi într-un efect a cărui armonioasă suavitate nu poate fi comparată, decât cu justețea sa. Accesoriile sunt dispuse și tratate, pentru a pune în valoare esențialul, căruia artistul le-a subordonat în modul cel mai logic. Atitudinea personajului este de o simplitate și de o naturaleță desăvârșită.”
--- Ange Pechméja: Exposition de 1870, București, 1870
Ange Pechméja, era un pictor distins și un comentator desăvârșit. El a vorbit mai reținut, în analiza sa, despre cromatica și armonia tonurilor de culoare pe care le considera că ar fi tributare unor reguli ce nu au fost respectate. În opinia lui George Oprescu, aceste ultime afirmații nu erau în totalitate adevărate. Pentru argumentarea lor, Pechméja a făcut uz de stilul lui Delacroix. Oprescu a spus că Ange Pechméja nu a ținut cont de faptul că marele colorist francez nu lucra în mod schematic și acordurile coloristice depindeau întotdeauna de starea lui de spirit. Delacroix recurgea la stridențe cromatice doar atunci când dorea să evidențieze ceva sau când voia să dea expresivitate lucrărilor. Oprescu a încheiat analiza asupra comentariilor critice ale lui Pechméja considerând că portretul lui Năsturel Herescu este una dintre lucrările care a ajuns pe culmile artei în România, indiscutabil o capodoperă.

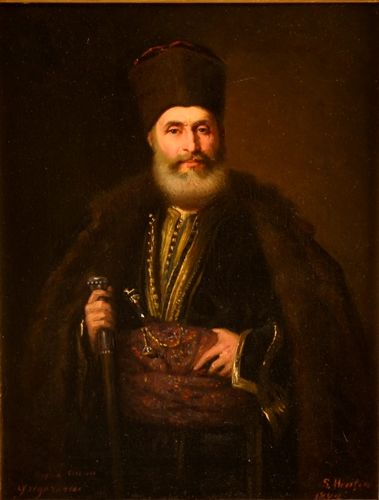
Portretul marelui ban Năsturel Herescu - replică realizată de Sava Henția

Critica era elogioasă, însă s-au auzit și păreri disparate, uneori chiar din partea celor care-l admirau pe Grigorescu. Toate acestea, erau cauzate de influența pe care Theodor Aman și alți pictori au avut-o în acele vremuri. Opera lui Grigorescu, brutală și violentă prin cuvântul ei puternic, i-a pus la punct pe majoritatea pictorilor. Acest lucru s-a întâmplat datorită impactului deosebit pe care l-au avut lucrările expuse la Gebauer și la Expoziția din 1870. Publicul, ca și artiștii, era obișnuit cu operele lui Gheorghe Tattarescu, Aman, Mișu Popp sau Constantin Lecca. Tablourile făcute la Paris, peisajele și naturile moarte, împreună cu cele mai noi realizate după 1868 care au culminat cu Portretul marelui ban Năsturel Herescu, au dus la o polemică fără precedent. Reproșurile negativiștilor se refereau la lipsa marilor compoziții din creația artistului. Presa spunea „... [de ce nu știe] să arunce pe pânză vreo bătălie furioasă, vreo chermesă vrednică de Teniers?... Vreo compoziție importantă [una singură la nevoie], studiată pe îndelete?” În mod evident, nu li se putea răspunde cu argumente ce țineau de temperamentul lui Grigorescu, de plein-air sau de raportul dintre motiv și lumea înconjurătoare.
Theodor Aman era un pictor autentic și a realizat multe compoziții istorice mari. Detractorii lui Grigorescu nu s-au gândit nicio clipă dacă lucrările lui Aman făcute în atelier erau superficiale și dacă trecând peste corectitudinea execuției, nu etalau confuzie afișând compoziții aglomerate și complicate. Peste toate acestea, calomniatorii nu au înțeles diferența calitativă și de valoare artistică dintre operele lui Aman și Grigorescu. Nu au înțeles nici tușa cu adevărat nouă în acest spațiu geografic. Plină, păstoasă, largă și grasă, tușa lui Grigorescu părea necunoscătorilor într-ale artelor, un rod al neglijenței, o aprofundare incompletă a studiilor de la Paris. Nu în ultimul rând i se reproșa și părăsirea timpurie a École nationale supérieure des beaux-arts pentru  o tabără de pictură de la Barbizon precum și desconsiderarea marilor profesori academiști de la Paris.
Cu bune și cu rele, polemica în jurul operelor lui Nicolae Grigorescu a suscitat atâta interes încât, dacă până atunci articolele critice din presă erau sporadice și aproape inexistente, acum ele au proliferat pretutindeni. Cel mai vajnic adversar al artistului român a fost Iacob Negruzzi ce era în acel an redactor la Convorbiri literare, exponenta Junimii. Necunoscător în ale artelor, om mediocru, dar director de ziar, el s-a simțit dator să reacționeze la polemica de atunci. A susținut ideea că Grigorescu era un novator incapabil de o exprimare plastică corectă, că era un dușman al tradiției din România și că era vinovat pentru introducerea de practici și idei noi - care în ziua de astăzi s-ar numi moderne sau progresiste.
Atacurile lui Negruzzi nu s-au mărginit a fi doar critice, ci au și degenerat. Nu l-a mai numit pe artist cu Grigorescu, ci cu acest domn. În comentariile sale, Negruzzi a recunoscut activitatea și munca pe care artistul a făcut-o. Nu putea să facă altfel deoarece toată lumea vorbea de varietatea tematicii abordate de Grigorescu în Franța, ca și în țară. Nuanțarea a fost însă peiorativă, deoarece a spus că pictorul avea „... o activitate pripită, nerăbdătoare, ce se constată ușor la unele probleme ce nu par isprăvite”. În continuare, publicistul a făcut referire și la întreaga generație din care făcea parte artistul. A menționat că aceștia tratau „... cu o ușurință și o superficialitate (pentru a nu întrebuința un cuvânt mai aspru) neiertate”. Ca o concluzie a analizei, Nicolae Grigorescu nu i s-a părut a fi un pictor bun decât pentru tematica de gen, tematică ce era probabil nivelul cel mai de jos al ierarhiei în opinia lui. Lui Negruzzi nu i-au plăcut nici naturile moarte și la Portretul marelui ban Năsturel Herescu „... șalul cu care era încins nu e isprăvit în detaliu”.
Ca răspuns la atacurile lui Negruzzi, V.A. Urechia i-a ținut partea lui Grigorescu în ziarul Informațiile bucureștene. Acuzațiile că nu-și termină tablourile l-au supărat rău pe artist. Ca urmare, la rarele comenzi de portrete pe care le avea, el și-a modificat maniera și și-a îmblânzit tușa, tonurile le-a interpătruns și a avut grijă ca suprafața pictată să nu prezinte asperități - așa cum doreau detractorii.

### Urmările expoziției din 1870
O dată cu închiderea Expoziției artiștilor în viață din anul 1870, juriul manifestației a recomandat Pinacotecii achiziționarea unei naturi moarte realizată de Nicolae Grigorescu, intitulată Potârnichile și prepelițele,[C] împreună cu încă alte două lucrări: una a lui Theodor Aman intitulată Teleleicile și una a lui Gheorghe Tattarescu denumită Agar.
Eforia Spitalelor Civile din România a fost satisfăcută de Portretul marelui ban Năsturel Herescu și ca urmare a succesului, a comandat artistului încă două portrete: cele ale lui Grigore I Ghica și Grigore al IV-lea Ghica.[D] Portretele celor doi Ghica au fost făcute pe baza unor reconstituiri istorice după izvoare iconografice: o gravură a lui Bloemen pentru Grigore I Ghica și un tablou de familie pentru Grigore al IV-lea Ghica.
Portretul lui Ghica al IV-lea este o operă memorabilă chiar dacă este inferioară celei al lui Năsturel Herescu.  Tipul de construcție și cu preponderență culoarea, vădesc drumul parcurs de Grigorescu pentru el și pentru toată pictura românească. Personajul a fost înfățișat în mărime naturală și compoziția este apropiată de tablourile lui Theodor Aman. Fastul vestimentar și atitudinea solemnă și convențională sunt similare. Culoarea are în această reprezentare o funcție creatoare prin definirea atmosferei imaginii. Albul de atlaz al anteriului se desfășoară pe griul întunecos al fundalului echilibrând tonurile de roșu ale covorului. Brunurile bărbii, cuca de caftan, papucul galben, brâul multicolor și brandeburgurile aurii reușesc să îmbogățească paleta din jurul notelor fundamentale. Departe de pitoresc și retorică, echilibrul cromatic este desăvârșit și impresia generală duce spre discreție și sobrietate. Făcând abstracție de bogăția vestimentară, chipul lui Ghica rămâne a fi un simplu episod iconografic fără semnificație umană. Privirile publicului rămân ațintite pe veșmântul impunător de atlaz, totul fiind susținut de o robustețe plină de virtuozitate.

Portrete realizate de Nicolae Grigorescu în perioada 1870 -1871
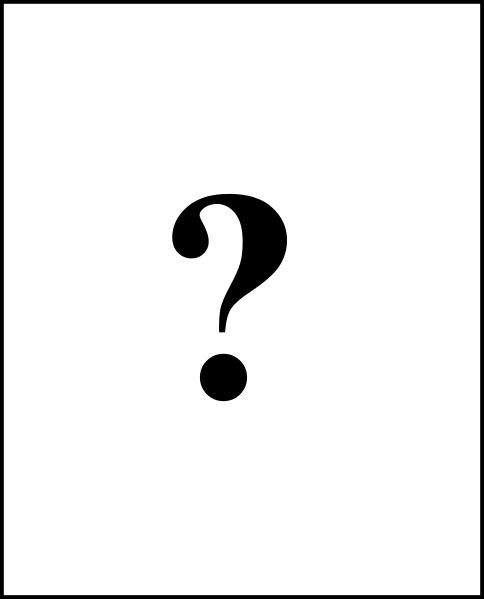
Grigore I Ghica - (ajutați Wikipedia și găsiți imaginea)
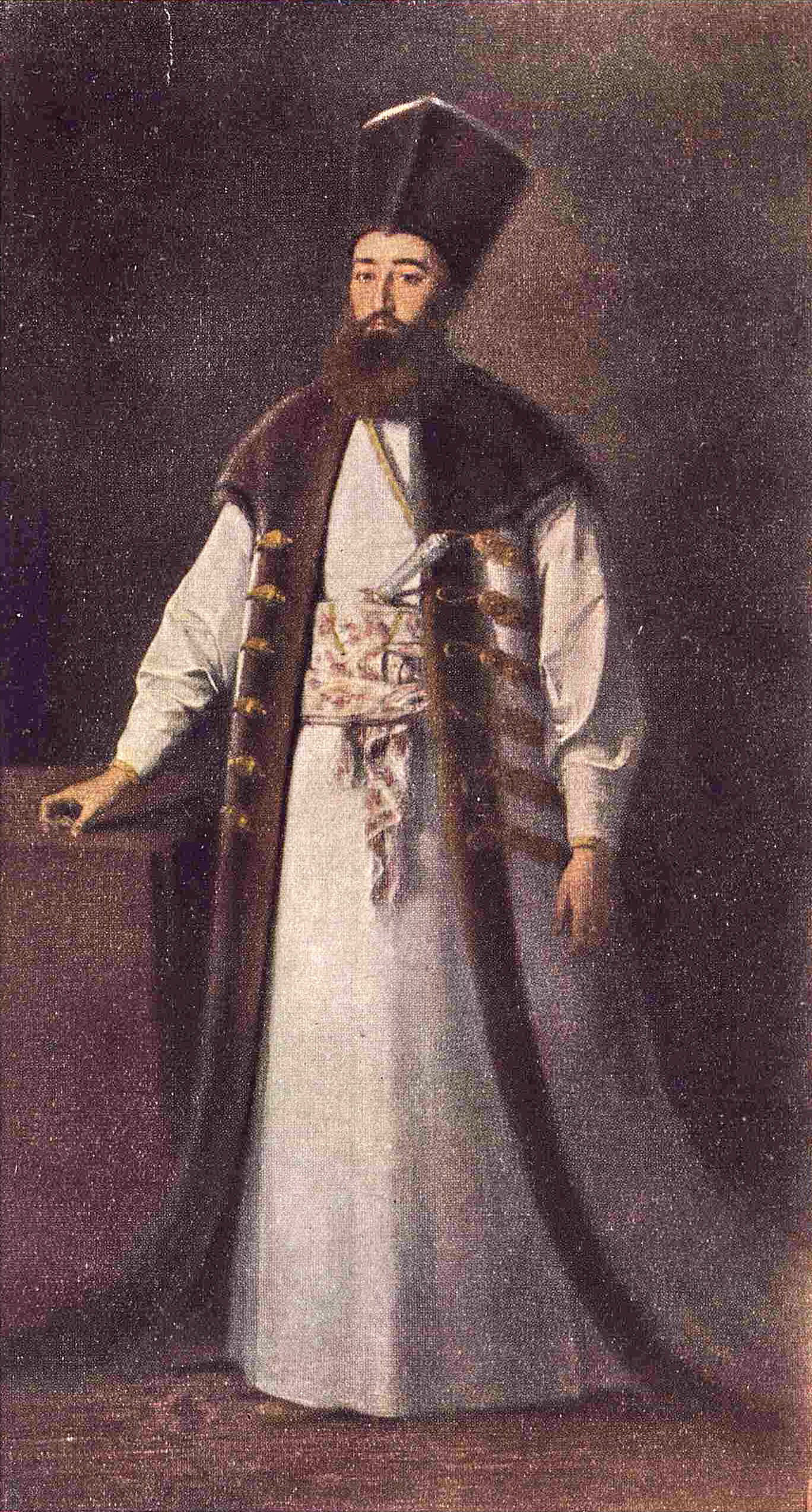
Grigore al IV-lea Ghica
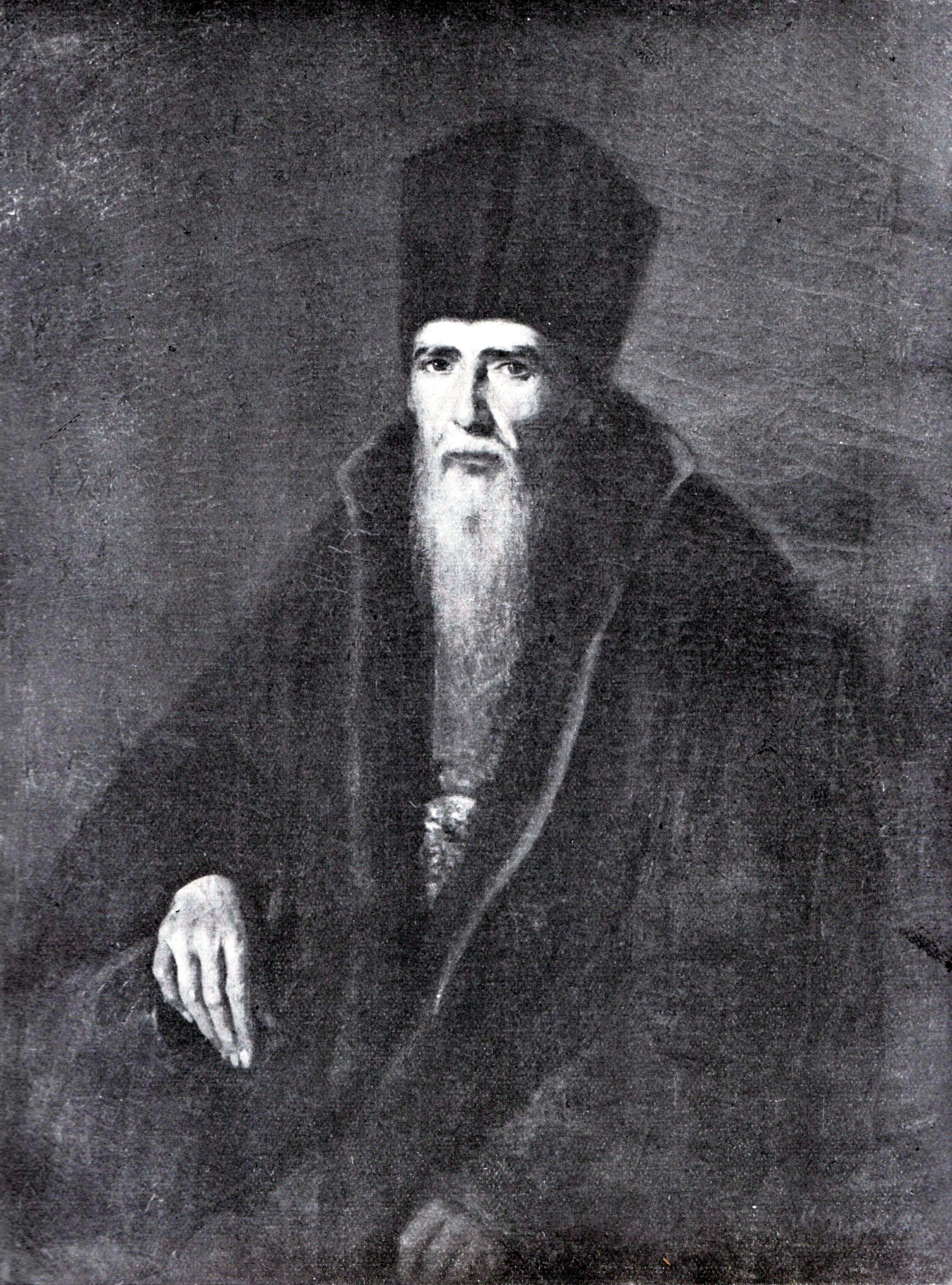
Cămărașul Suțu
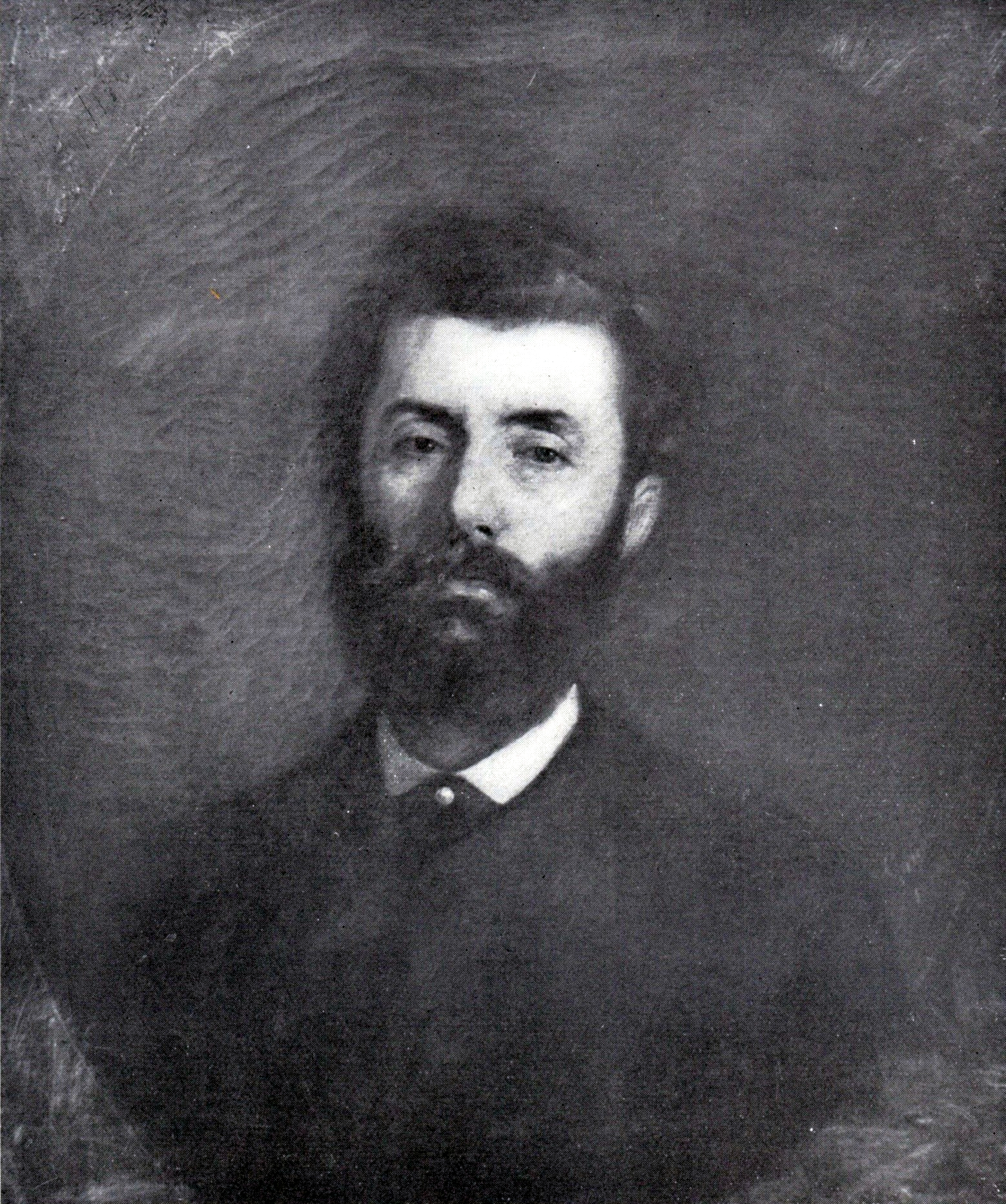
dr. A. Marcovici[E]
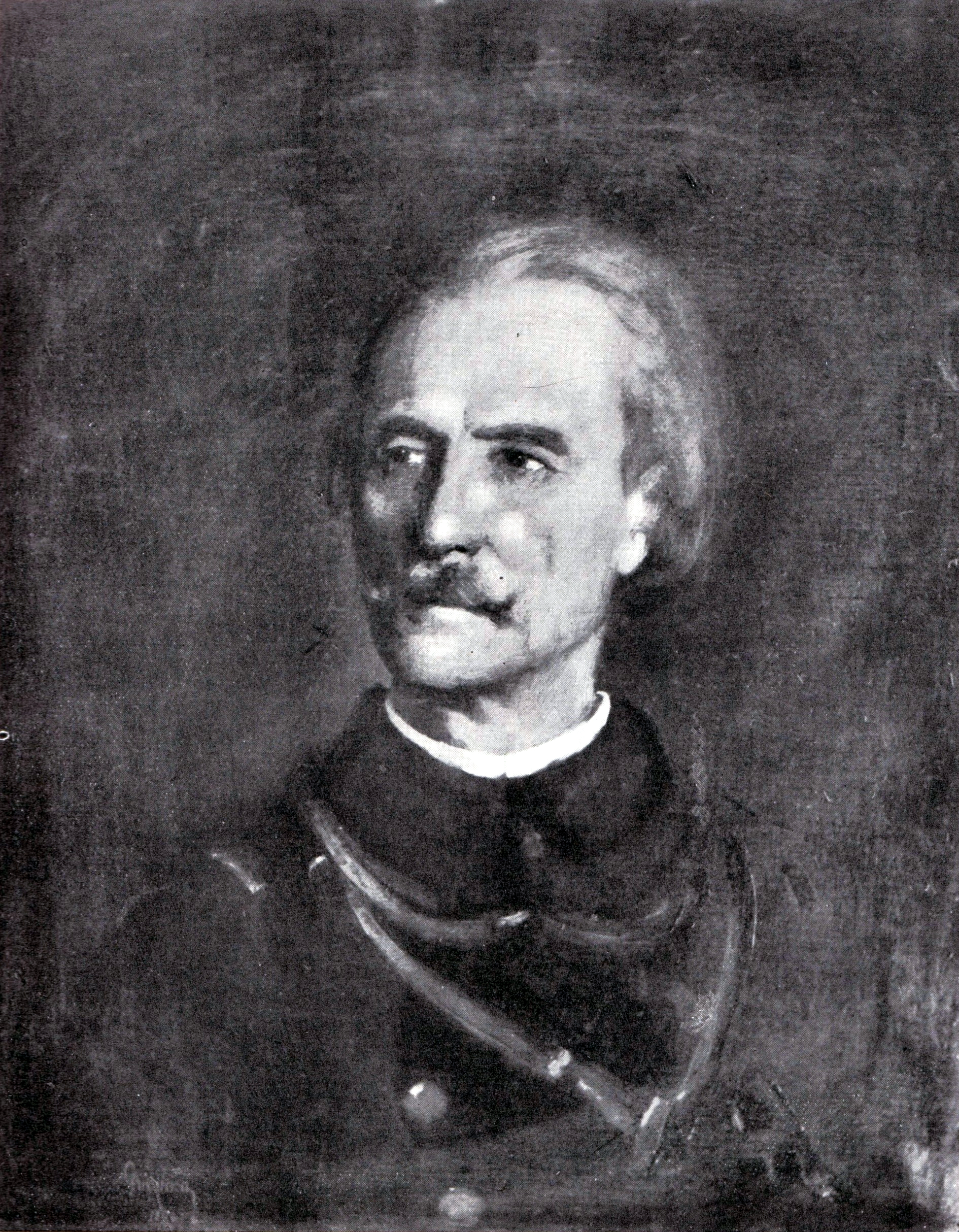
Generalul Magheru

Aprecierile sunt însă mai puțin bogate în ce privește portretul lui Ghica I, portret care se afla în anul 1962 la Muzeul Simu. Imaginea este o simplă transpunere a unui chip gravat. Grigorescu a ales armura personajului ca principal motiv. Pictorul a încercat să scoată efecte de tip baroc cu reflexe metalice realizate în tehnica clarobscurului.
În anul 1870, Nicolae Grigorescu a mai pictat câteva lucrări de același gen: portretul doctorului Alexandru Marcovici, portretul generalului Gheorghe Magheru, ambele aflate în colecții particulare, și portretul Cămărașului Suțu, el fiind probabil ca și cel al lui Năsturel Herescu o reconstituire pe baze iconografice.

### Parcurs
În fereastra magazinului lui Alexius Gebauer au fost expuse de Grigorescu mai multe tablouri reprezentative: O floare între flori, Corturile de țigani în apus de soare, Țiganca din Ghergani și portretul lui Năsturel Herescu.
În data de 15 iunie 1870 s-a deschis Expoziția artiștilor în viață la care artistul a expus douăzeci și șase de tablouri. O floare între flori a fost una dintre ele. Alături de ea au mai fost prezente Bătrâna cu coșul și Doi bețivi, amândouă pictate în Franța; Lăptăreasa - numită de el Lăptărița;[F] Limonagiul, La amândouă le place jocul; portretul lui Năsturel Herescu; portretul doamnei A.C.; portretului lui Stavri, cel care era proprietarul birtului unde Grigorescu își lua masa; Car cu boi și O țărancă torcând[G]. În plus, circa o treime din lucrările pe care le-a expus, erau naturi moarte cu flori de câmp și roze, cu prepelițe (astăzi la Muzeul Național de Artă) și potârnichi și obiecte de bucătărie și lămâi (pictată în Franța) sau legume. Au mai fost și peisaje, o Ruină și câteva Bordeie.

Picturi prezente la Expoziţia artiştilor în viaţă din anul 1870 și Țiganca de la Ghergani (1872)
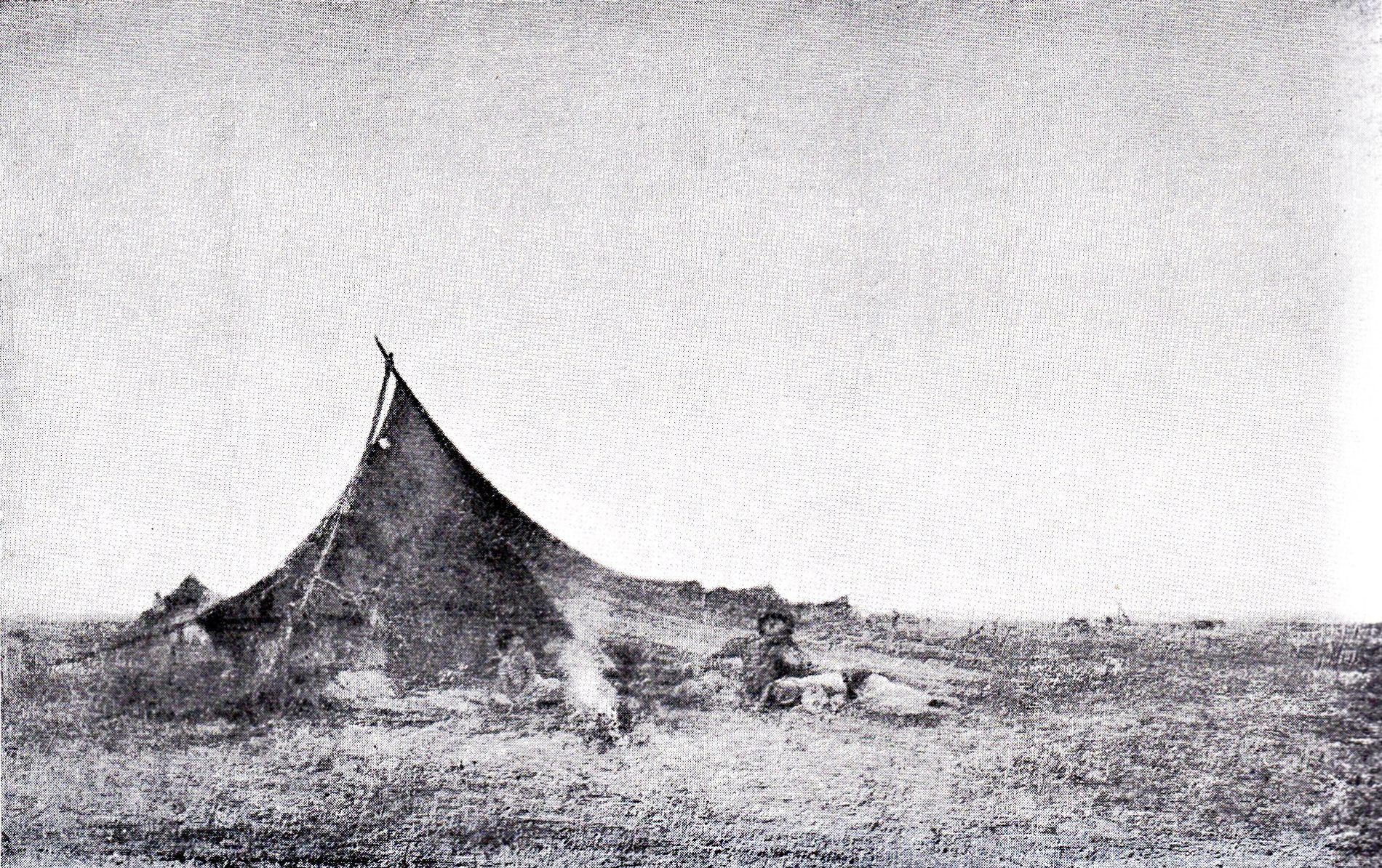
Corturile de țigani la apusul soarelui
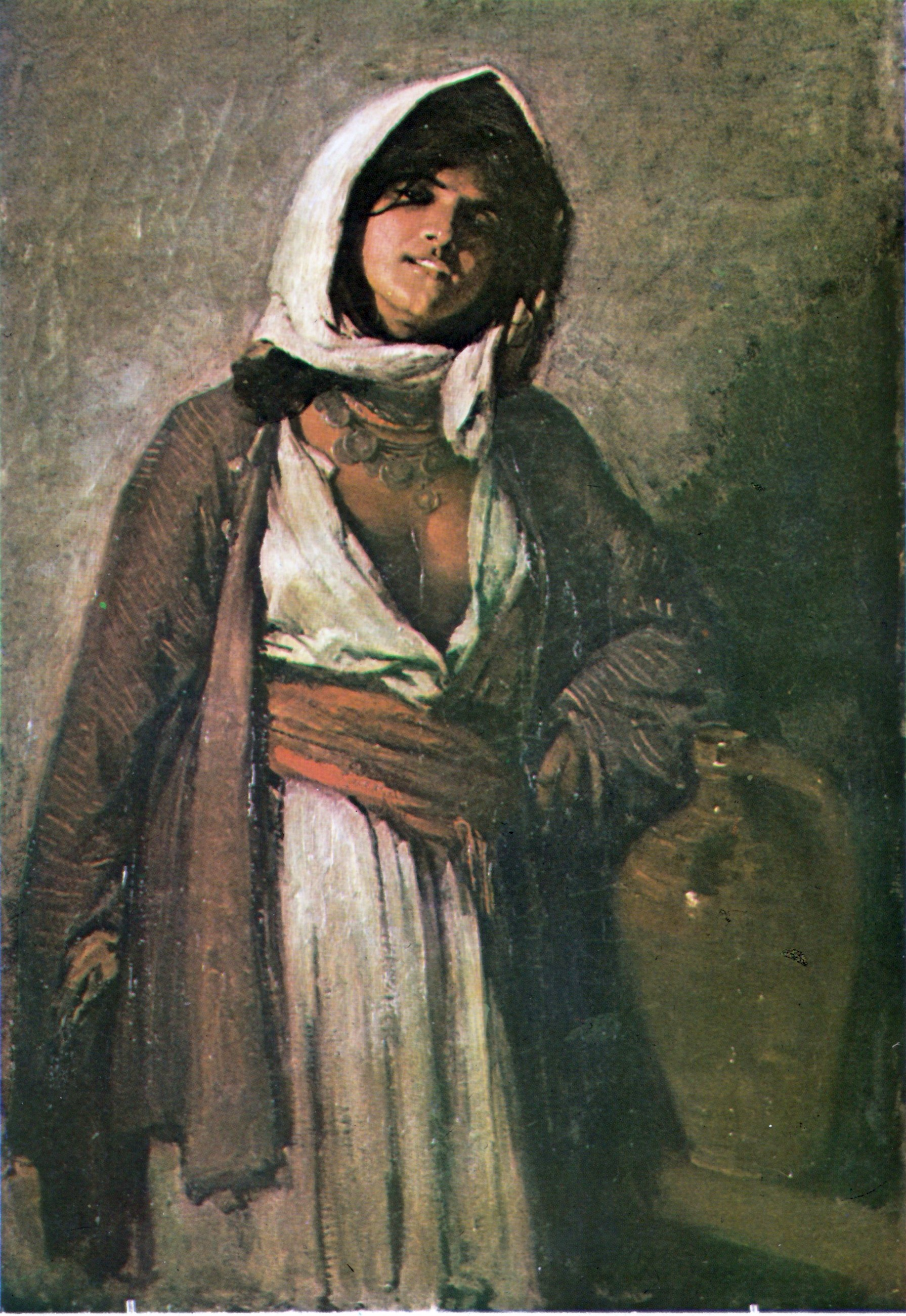
Țiganca de la Ghergani
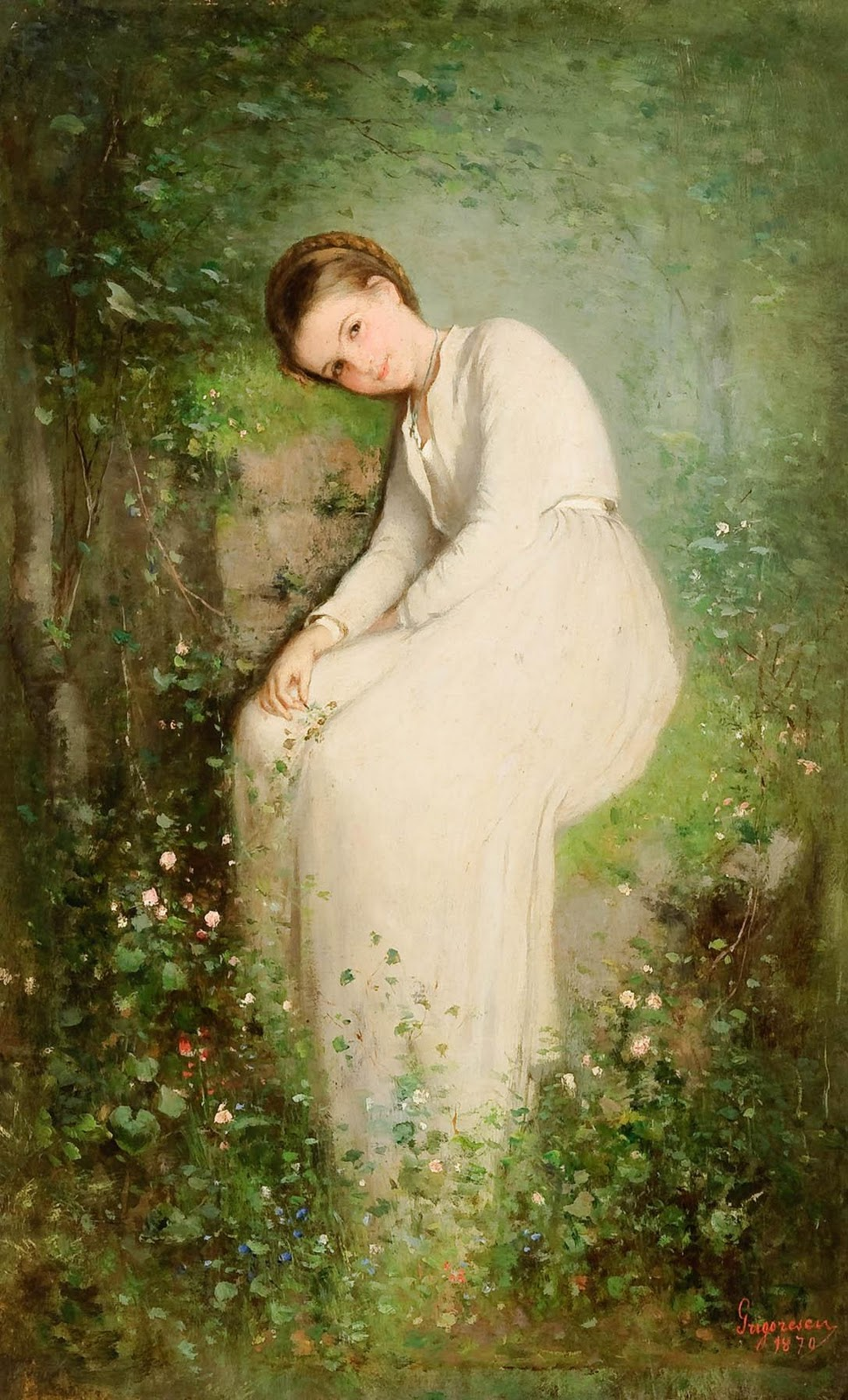
O floare între flori
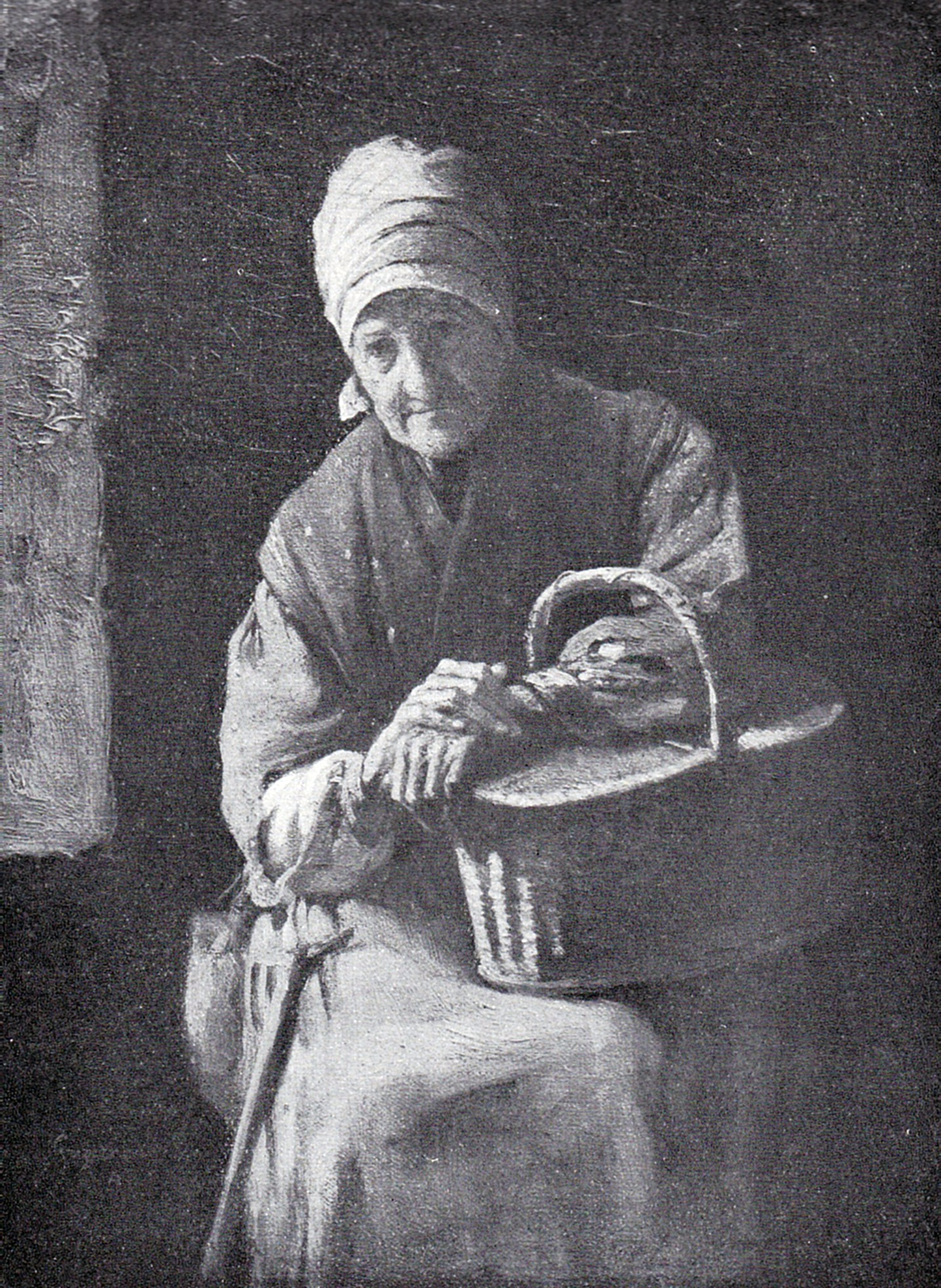
Bătrâna cu coșul
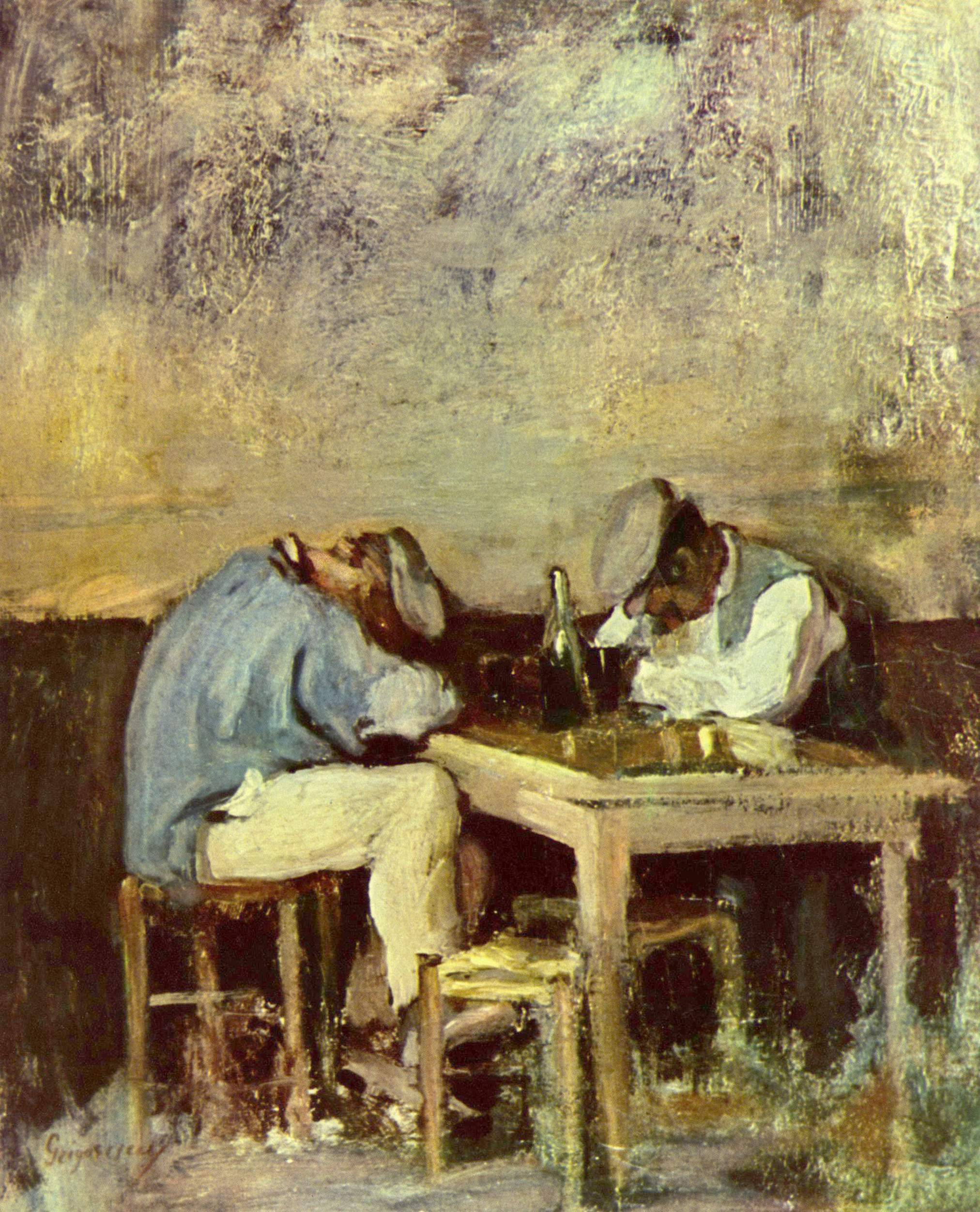
Doi bețivi
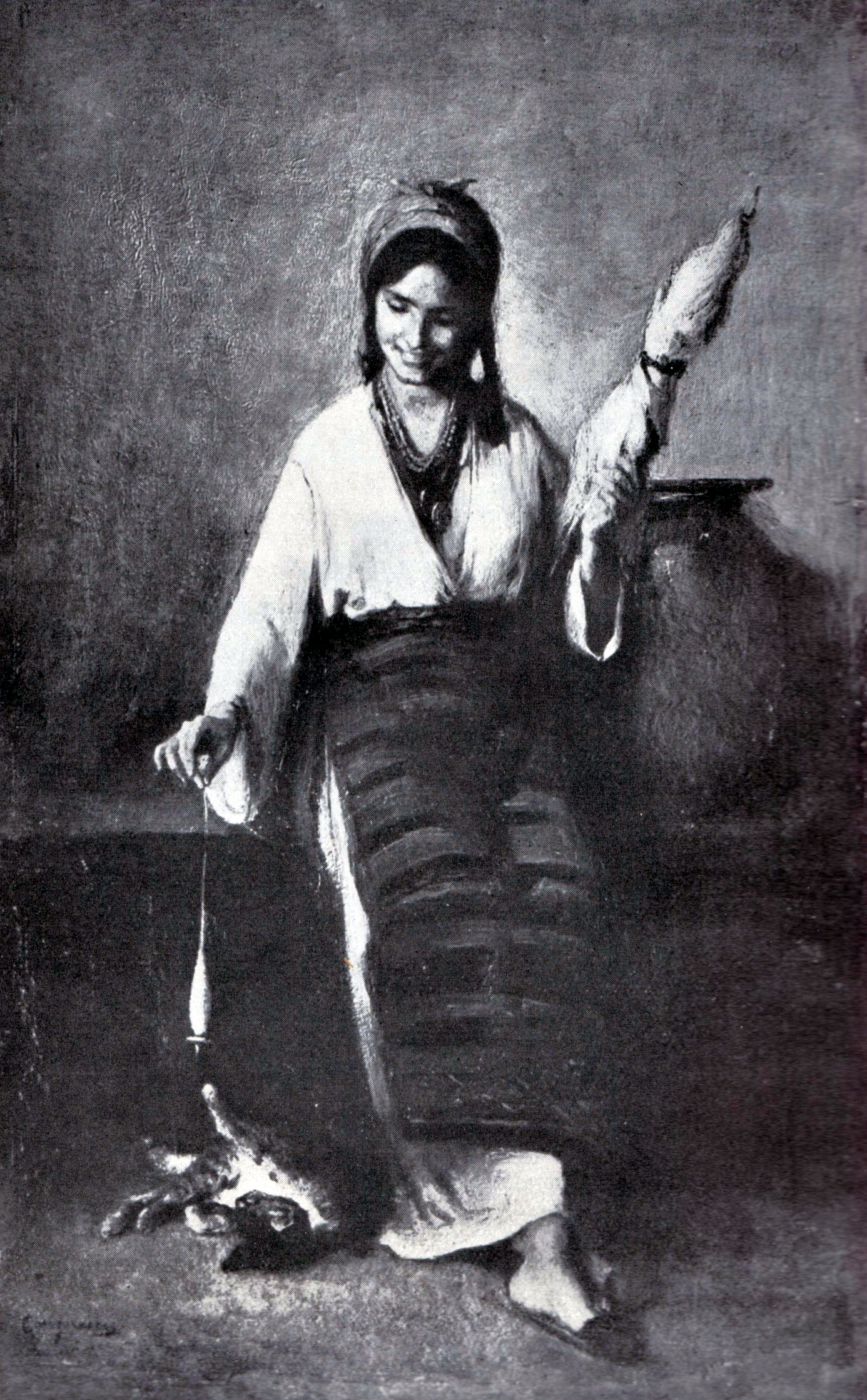
La amândouă le place jocul
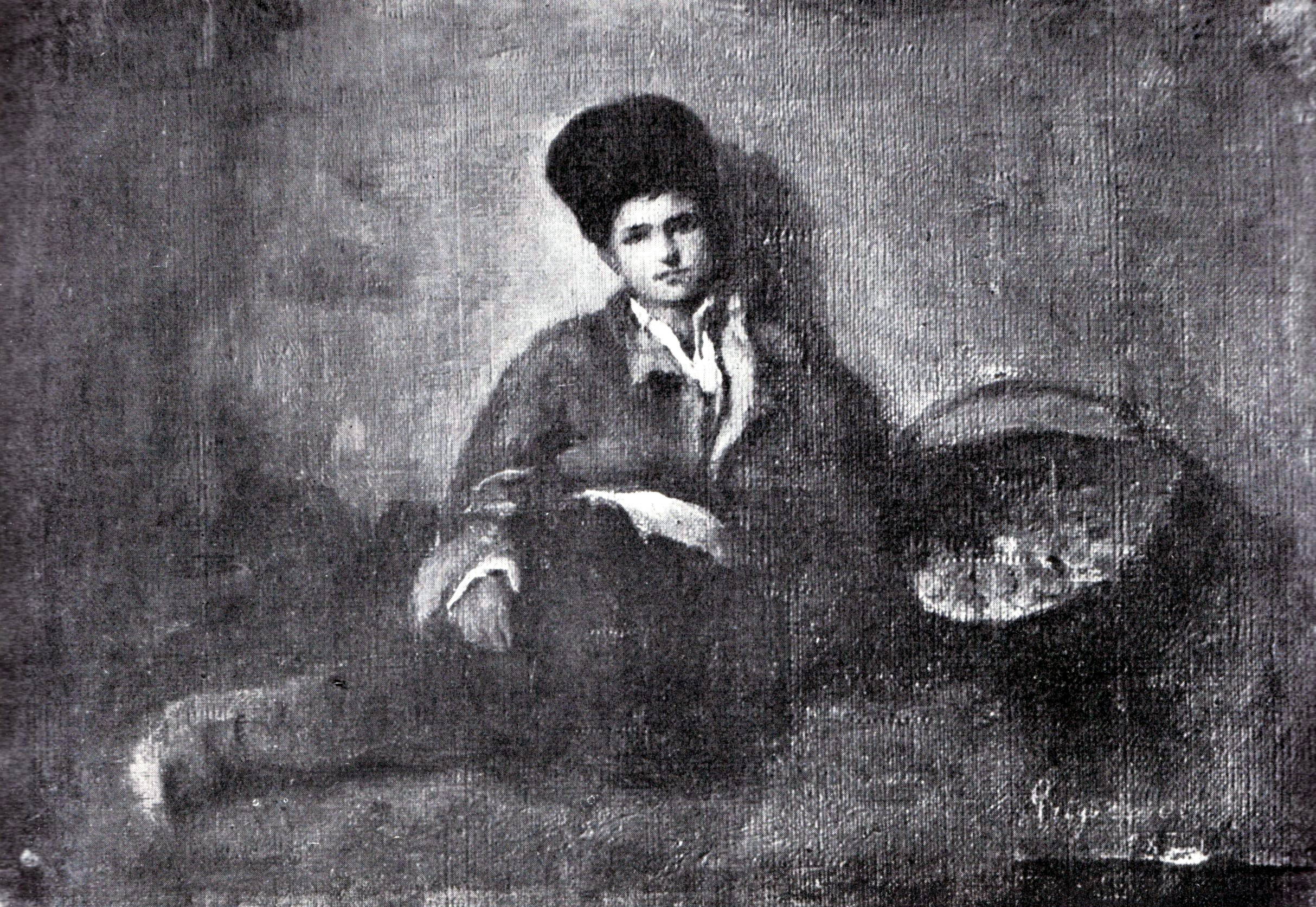
Limonagiul
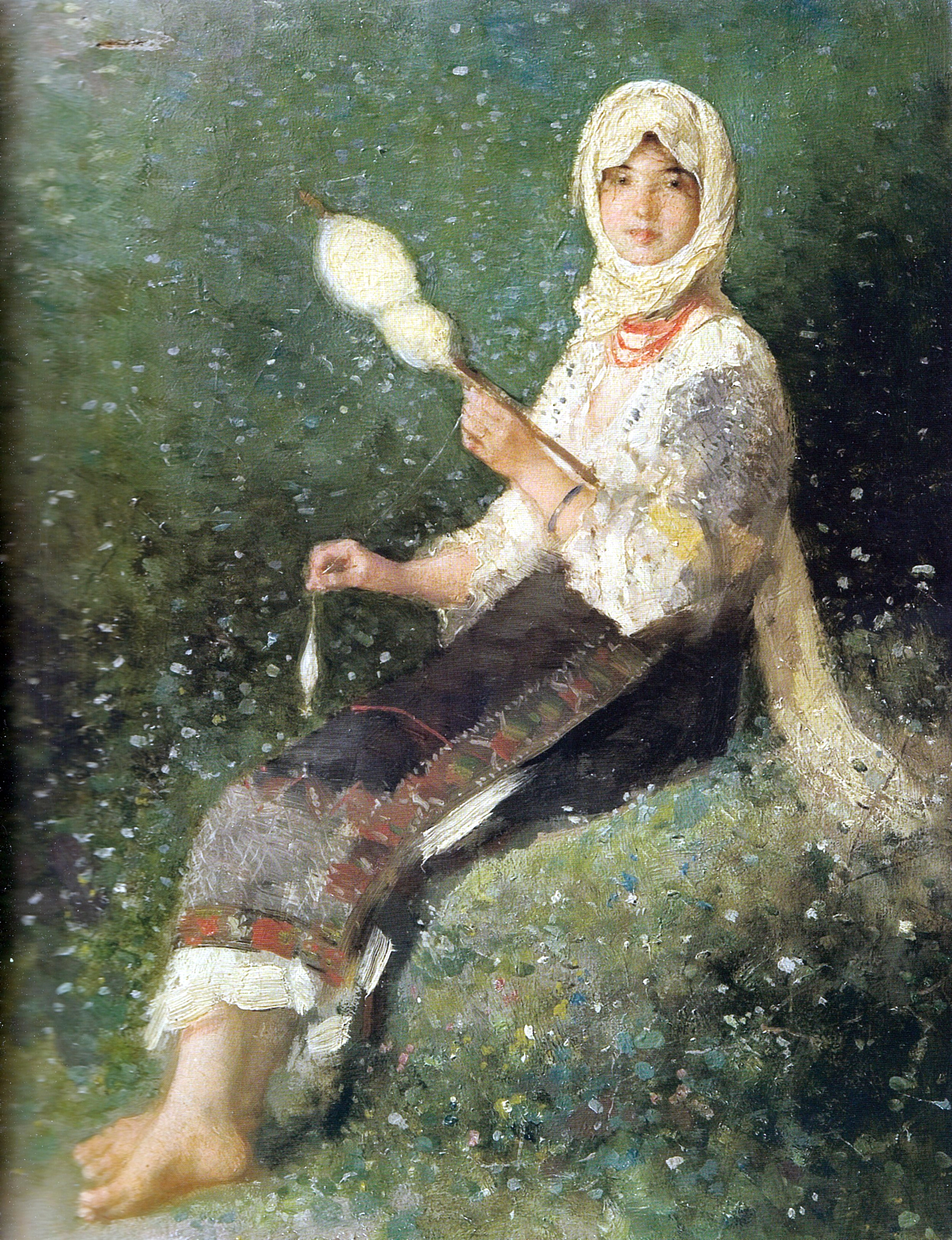
Țărancă torcând

Expoziția din 1870 a fost un real succes pentru Grigorescu. Portretul marelui ban Năsturel Herescu a primit Medalia I-a, Theodor Aman a primit doar Medalia a II-a pentru niște sculpturi[A] pentru mobilierul casei pe care și-o construia. Nicolae Grigorescu a fost foarte aproape de a primi Medalia de onoare care era o distincție absolut excepțională. Comisia întrunită pentru acordarea premiilor a deliberat îndelung situația și a menționat în hotărârea pe care au luat-o că:
„... Deși s-a stabilit că expozițiunea din anul acesta [1870 - n.r] este un progres în raport cu celelalte două expozițiuni trecute, după o lungă dezbatere, juriul a luat deciziunea de a nu se da însă Medalia de onoare[B] nici unui expozant, având deplină convicțiune că la expozițiunea noastră viitoare opere și mai merituoase și mai marcante prin natura lor vor veni să dispute această unică onoare, acordată unei singure opere din toată expoziția.”
--- Arhivele Statului București, Ministerul Instrucțiunii Publice, Dosar 130/1870, foaia 128
Portretul lui Năsturel Herescu a figurat ca exponat la Expoziția Societății Amicilor Belelor-Arte din România din anul 1873.
Așa cum a amintit George Oprescu, portretul lui Năsturel Herescu se afla în anul 1962 în colecția Muzeului Național de Artă al României.

### Alte versiuni
- La Muzeul Județean de Istorie și Arheologie Prahova din Ploiești există o variantă de interpretare a portretului lui Năsturel Herescu.[33] Portretul este de factură academistă din perioada de început a lui Nicolae Grigorescu.[33] Anul 1886, înscris pe spatele lucrării, este data unei reluări dacă aparține autorului și nu este cumva o datare a unui eventual posesor.[33]

### Replici
- Un tablou realizat după lucrarea Portretul marelui ban Năsturel Herescu a fost făcut de pictorul Gheorghe Popescu.[34] Pictura a făcut parte din colecția Constantin G. Manu (1871-1959).[34] Din anul 1948 a intrat în gestiunea Muzeului Alexandru Saint-Georges și din 1949 în colecția Muzeului de Artă al R.P.R. cu numărul de inventar 1543.[34] Din anul 2015 lucrarea a reintrat în colecția urmașilor lui Constantin G.Manu.[34] În data de 29 septembrie 2016 tabloul a participat la o licitație unde a fost achiziționat contra sumei de 6000 de euro, sub prețul de pornire, de un colecționar particular.[35]
- O replică a lucrării lui Grigorescu a fost realizată și de pictorul Sava Henția.[36][37]